# Lázár Kati
Lázár Kati, Lazarovits (Nagyvárad, 1948. december 14. –) Kossuth- és Jászai Mari-díjas magyar színésznő, rendező, kiváló művész, a Halhatatlanok Társulatának örökös tagja.

## Életpályája
Lazarovits Andor főorvos és Eron Paula színházi súgó gyermekeként született. Gyermekkorában települtek át Magyarországra. 1973-ban diplomázott a Színház- és Filmművészeti Főiskolán, majd a 25. Színházhoz szerződött 1973–1974 között. 1974–1976 között Miskolcon, 1976–1978 között Szolnokon játszott. 1978–1980 között a Nemzeti Színház, 1980–1991 között pedig a kaposvári Csiky Gergely Színház művésznője volt. 1991–1994 között igazgatója a Merlin Színháznak, tanodájának, a Merlin Színészképző Műhelynek vezetője, és egyben egyik alapítója. 1994–1998 között az Új Színház művésznője volt.
Élettársa Jordán Tamás Kossuth-díjas színművész volt, lánya Jordán Adél színésznő.
Rendszeresen vendégszerepel a Budapesti Katona József Színházban, melynek lánya, Jordán Adél is tagja.

## Színházi munkái
A Színházi adattárban regisztrált bemutatóinak száma: 112 és 19 (színész); 13 (rendező). Ugyanitt nyolcvankét színházi fotón is látható.

### Színészként

#### Lázár Katiként
- Schwajda György: A szent család... Az anya
- Ajtmatov: A versenyló halála...
- Shakespeare: Vízkereszt, vagy amit akartok... Mária
- Hernádi Gyula-Jancsó Miklós: Vörös zsoltár...
- Vasziljev: Iván hajója...
- Ruzante: A csapodár madárka[7]... Betia
- Visnyevszkij: Optimista tragédia... Komisszárnő
- Brecht: A kaukázusi krétakör... Agronómusnő
- García Lorca: Bernarda Alba háza... Martirio; Poncia
- William Shakespeare: Athéni Timon...
- Tennessee Williams: Amíg összeszoknak... Dorothea Bates
- Arisztophanész: Lüszisztraté... Lüszisztraté
- Goldoni: Karnevál-végi éjszaka... Alba asszony; Madame Gatteau
- Páskándi Géza: Távollevők... Cigánylány
- Brecht: Puntila úr és szolgája, Matti... Csempész Emma
- Makszim Gorkij: A nap gyermekei... Melania
- Füst Milán: Boldogtalanok... Rózsi
- Goldoni: Bugrisok... Margarita
- Radicskov: Január... Szofrona
- Büchner: Danton halála... Marion
- Weöres Sándor: Szent György és a sárkány... Nella
- Wesker: A konyha... Daphne
- Marivaux: Két nő között... A grófné
- Shakespeare: Troilus és Cressida... Heléna
- Harold Pinter: Hazatérés... Ruth
- Materoff–Kander–Ebb: Chicago... Morton mama
- Thomas: Szegény Dániel... Az asszony
- Jevgenyij Svarc: Hókirálynő... Rablóvezérnő
- Peter Weiss: Jean Paul Marat üldöztetése és meggyilkolása, ahogy a charentoni elmegyógyintézet színjátszói előadják de Sade úr betanításában (Marat/Sade)... Simonne Évrard
- Feydeau: Tökfilkó... Lucienne
- Shakespeare: III. Richárd... Erzsébet királyné
- Szomory Dezső: Hermelin... Lukács Antónia
- Goldoni: Két úr szolgája... Smeraldina
- Illyés Gyula: Kegyenc... Júlia
- Gogol: A revizor... Anna Andrejevna
- Genet: A balkon... Irma asszony
- Marsall László: Sziporka és a sárkány... Banya
- Molnár Ferenc: Liliom... Muskátné
- Enquist: A tribádok éjszakája... Siri von Essen-Strindberg
- Shakespeare: Hamlet, dán királyfi... Gertrud
- Karinthy Ferenc–Spiró: A kert... Cuki
- Bulgakov: A Mester és Margarita... Praszkovja Fjodorovna
- Vančura: Szeszélyes nyár... Katerina
- Tennessee Williams: A vágy villamosa... Eunice
- Majakovszkij: Gőzfürdő... Foszforeszkáló nő
- Fielding: Tom Jones... Bridget Allworthy
- Koenigsmark: Agyő, kedvesem!... Culiková
- Márta István: Munkásoperett... Hatvany Júlia
- Ionesco: A kopasz énekesnő... Mrs. Martin
- Ionesco: Különóra... Marie
- Fellini: Etűdök a szerelemről... Kalapos nő
- Goldoni: Velencei terecske...Donna Pasqua
- Schnitzler: Anatol... Gabrielle
- Örkény István: Pisti a vérzivatarban... Mama
- Erdman: Az öngyilkos... Szerafima Iljinyisna
- Euripidész: Médeia... Médeia
- Mohácsi János: Tévedések végjátéka avagy tévedések víg játéka...
- Brecht: Kurázsi mama és gyerekei... Kurázsi mama
- Fassbinder: Petra von Kant keserű könnyei... Petra von Kant
- Schiller: Ármány és szerelem... Millerné
- Milne: Micimackó... Kanga
- Anouilh: Szeret, nem szeret... A tábornokné
- O’Casey: A kezdet vége...Lizzie Berrill
- Muszorgszkij–Ravel: Egy kiállítás képei...
- Böll: Katharina Blum elvesztett tisztessége... Else Woltersheim
- Gogol: Pétervár meséi...
- Esterházy Péter–Jordán Tamás: Szeretni kell...
- Brecht: Jó embert keresünk... Özvegyasszony
- Parti Nagy Lajos: Sárbogárdi Jolán: A test angyala...
- Dorst-Ehler: Merlin avagy a puszta ország... Morgause; Morgane le Fay; Herzeloide
- García Lorca: Vérnász... Cselédasszony
- Csehov: Ivanov... Babakina
- Beaumarchais: Figaro házassága avagy egy őrült nap... Marcellina
- Csehov: Lakodalom... Nasztaszja Tyimofejevna
- Bernhard: Ritter, Dene, Voss... Dene
- Csokonai Vitéz Mihály: Az özvegy Karnyóné s a két szeleburdiak... Karnyóné
- Shakespeare: Szentivánéji álom... Dada; Puck
- Brecht: Baal...
- McDonagh: Leenane szépe... Mag
- Szomory Dezső: Bella... A nagymama
- Kárpáti Péter: Tótferi, avagy hogy született a világhőse, kinek keresztanyja a Szentpétör volt... Szögén asszony
- Strauss: M.V. mint vendég...
- Gogol: Háztűznéző... Arina Pantyelejmonovna
- Molière: Tartuffe... Pernelle asszony
- Goldoni: Chioggiai csetepaté... Paqua
- Balázs Béla: A kékszakállú herceg vára... Regős
- Szép Ernő: Vőlegény... Anya
- Osztrovszkij: Erdő... Ulita
- Pirandello: Hat szereplő szerzőt keres... Tragika
- Parti Nagy Lajos: Ibusár...
- Mikszáth Kálmán: A Noszty fiú esete Tóth Marival... Máli néni
- Csehov: Három nővér... Anfissza
- Kovács–Mohácsi: Csak egy szög...
- Bíró Lajos: Sárga liliom... Kovács néni
- Forgách András: A kulcs... Anya
- Rejtő Jenő–Hamvai Kornél: Vesztegzár a Grand Hotelban... Signora Relli
- Háy Gyula: Appassionata... Mami
- Gogol: Holt lelkek - Tokhal vonóval...
- Remenyik Zsigmond: Pokoli disznótor... Öregasszony
- Ödön von Horváth: Mesél a bécsi erdő... Nagyanya
- Esterházy Péter: Harminchárom változat Haydn-koponyára... Haydn anyja
- Háy János: Nehéz... Anya
- Bíró Kriszta: Nőnyugat...
- Lőrinczy Attila: Könnyű préda... Márta
- Joe DiPietro: A folyón túl Itália...  Aida

#### Lázár Katalinként
- Madách-Keresztury: Csák végnapjai... Királyné
- Bessenyei György: A filozófus... Lucinda
- England: Neveletlenek... Lal
- Molière: Kényeskedők... Lucile
- Weiss: Jean Paul Marat üldöztetése és meggyilkolása, ahogy a cha-rentoni elmegyógyintézet színjátszói előadják de Sade úr betanításában Jean Paul Marat üldöztetése és meggyilkolása, ahogy a cha-ťrentoni elmegyógyintézet színjátszói előadják... 9.ápolt (anya)
- Williams: A vágy villamosa... Eunice
- William Shakespeare: Szeget szeggel... Franciska
- Rojas: Celestina... Areusa
- Schiller: Stuart Mária... Erzsébet
- Hernádi Gyula: Utópia... Clara; Zea Farias
- Tersánszky Józsi Jenő: Kakuk Marci... Pattanó Rozi
- García Lorca: Yerma... Fiatalasszony
- Everac: Hamis pofonok... Nő
- Komlós János: 'Folyt.köv.'...
- Hacks: Amphitryon... Alcméne
- Kleist: A Heilbronni Katica avagy a tűzpróba... Helén grófnő; Brigitta; Szibilla
- Ludwig: Káprázatos hölgyek, vagy amit akartok... Florance néni
- Csehov: Ványa bácsi... Marina

### Rendezőként
- Garcia Lorca: Bernarda Alba háza (1985)
- Schnitzler: Anatol (1987)
- Buckman-Swift: Most mind együtt (1988, 1990)
- Carlo Goldoni: Karneválvégi éjszaka (1990)
- Spiró-Lázár: Bíborszínű virág (1991)
- William Shakespeare: A két veronai nemes (1992)
- Molière: Gömböc úr (1993)
- Molière: Dandin György (1993)
- Vasziljev: Csendesek a hajnalok (2001)
- Brecht: A szecsuáni jólélek (2003)
- Karnauhova-Brauszevics: Mese a tűzpiros virágról (2008, 2010)

## Filmjei

### Játékfilmek
- Makra (1972)
- Utazás Jakabbal (1972)
- Szabad lélegzet (1973)
- Végül (1974)
- Ámokfutás (1974)
- Legenda a nyúlpaprikásról (1975)
- A kard (1976)
- Apám néhány boldog éve (1977)
- Áramütés (1978)
- Eszkimó asszony fázik (1983)
- Idő van (1985)
- Embriók (1985)
- Szürkület (1990)
- Melodráma (1991)
- Szerelmes szívek (1991)
- Anna filmje (1992)
- Roncsfilm (1992)
- Hoppá (1992)
- Sose halunk meg (1993)
- Megint tanú (1994)
- Érzékek iskolája (1996)
- Szamba (1996)
- Sztracsatella (1996)
- Ez van, Azarel (1996)
- Retúr (1996)
- A vád (1996)
- Presszó (1997)
- Csinibaba (1997)
- A miniszter félrelép (1997)
- Pannon töredék (1998)
- Ámbár tanár úr (1998)
- Ennyiből ennyi (2000)
- Szortírozott levelek (2000)
- Werckmeister harmóniák (2000)
- Csocsó, avagy éljen május elseje! (2001)
- Libiomfi (2003)
- Telitalálat (2003)
- Rózsadomb (2003)
- Másnap (2004)
- Ősfény - Urlicht (2005)
- Sorstalanság (2005)
- Randevú (2006)
- A Herceg haladéka (2006)
- Lora (2006)
- Nincs kegyelem (2006)
- Sztornó (2006)
- A londoni férfi (2007)
- Bakkermann (2007)
- Fövenyóra (2007)
- Megy a gőzös (2007)
- A nyugalom (2008)
- Majdnem szűz (2008)
- Mázli (2008)
- Tabló – Minden, ami egy nyomozás mögött van! (2008)
- Aglaja (2012)
- Isteni műszak (2013)
- Berosált a rezesbanda (2013)
- A kőmajmok háza (2014)
- Kincsem (2017)
- Csandra szekere (2017)
- Napszállta (2018)

### Tévéfilmek
- A bolondok grófja (1974)
- Méz a kés hegyén (1974)
- Havasi selyemfiú (1978)
- A Danton-ügy (1978)
- A revizor (1983)
- Béketárgyalás, avagy az évszázad csütörtökig tart (1989)
- Három idegen úr (1995)
- A kezdet vége (1995)
- Hello Doki (1996)
- Neurock (2001)
- Könyveskép (2005)
- Fekete fehér (2006)
- Presszó (2008)
- Munkaügyek (2012)
- Furnitur (2013)
- Agapé (2014)
- A tanár (2021)
- Emberszag (2022)

## Díjai, kitüntetései
- Jászai Mari-díj (1986)
- Filmszemle díja (1993, 1997, 2004)
- Déryné-díj (1993)
- Az országos színházi találkozó díja (1994)
- Kiváló művész (1997)
- Kossuth-díj (2004)
- Színikritikusok díja – A legjobb női epizódszereplő: Bárka Színház-Nehéz (2011)
- Színházi Kritikusok Céhének életműdíja (2018)
- Örökös tag a Halhatatlanok Társulatában (2021)
- Prima-díj (2023)